# Karaszimovo
Karaszimovo (orosz betűkkel: Карасимово, baskír nyelven: Ҡарасим) falu Oroszországban, a Baskír Köztársaságban, a Miskinói járásban.

## Népesség
- 2002-ben 142 lakosa volt, melynek 89%-a tatár.
- 2010-ben 115 lakosa volt.